# 永田崇人
永田 崇人（ながた たかと、1993年8月27日 - ）は、日本の俳優。福岡県出身。キューブ所属。若手俳優のサポーターズクラブ C.I.A.の元メンバー。身長167cm、体重54kg。血液型はA型。

## 略歴
- 熊本大学工学部へ進学したが、大学3年生の時に中退。俳優を志し上京。その後、ワタナベエンターテインメントカレッジに入学し、在学中東京ワンピースタワー内で行われていた『ONE PIECE LIVE ATTRACTION』に初代 モンキー・D・ルフィ役で出演。卒業後はキューブに所属。[2]
- 2018年に同じ事務所の中谷優心とシンガーソングユニット「nagatani」を結成。2020年2月にはオリジナル楽曲「寝不足」を配信。[3][4]

## 人物
- 学生時代は小学校から高校までずっとサッカー部に所属してて、サッカーに打ち込んでいたスポーツ少年だった[5][6]。
- カラオケが好きで阿部真央のファン[7]。
- 趣味はサウナとジム通い[8][9]。
- いつか行ってみたい国はイギリス[10]。

## 出演

### 舞台
2015年
- 東京ワンピースタワー 『ONE PIECE LIVE ATTRACTION “Welcome to TONGARI Mystery Tour ”』（2015年3月13日 - 2016年4月10日、東京タワー フットタウン内） - モンキー・D・ルフィ 役[11][12]

2016年
- 『ROCK MUSICAL BLEACH　〜もうひとつの地上〜』（7月28日 - 8月28日、AiiA 2.5 Theater Tokyo 他） - 日番谷冬獅郎 役[13]
- ハイパープロジェクション演劇『ハイキュー!!』"烏野、復活!"（10月28日 - 12月4日、AiiA 2.5 Theater Tokyo 他） - 孤爪研磨 役[14][15]

2017年
- ハイパープロジェクション演劇『ハイキュー!!』"勝者と敗者"（3月24日 - 5月7日、TOKYO DOME CITY HALL 他） - 孤爪研磨 役[16][17]
- 『錆色のアーマ』（6月8日 - 25日、AiiA 2.5 Theater Tokyo 他） - 蛍火 役[18]
- ハイパープロジェクション演劇『ハイキュー!!』"進化の夏"（9月8日 - 10月29日、TOKYO DOME CITY HALL 他） - 孤爪研磨 役[19][20]
- 『ゆく年く・る年 冬の陣 師走明治座時代劇祭』（12月28日 - 2018年1月13日、明治座 他） - 豊臣秀頼 役、一の谷馬藺 役[21]

2018年
- ミュージカル『リューン　～風の魔法と滅びの剣～』（2月3日 - 3月11日、市川市文化会館 他） - ファンルン 役
- ハイパープロジェクション演劇『ハイキュー!!』"はじまりの巨人"（4月28日 - 6月17日、TOKYO DOME CITY HALL 他） - 孤爪研磨 役[22][23]
- 『宝塚BOYS』（8月4日 - 19日、東京芸術劇場プレイハウス 他） - team SKY 上原金蔵役[24]
- 『いまを生きる』（10月5日 - 24日、新国立劇場中劇場） - トッド・アンダーソン 役

2019年
- ハイパープロジェクション演劇『ハイキュー!!』"東京の陣"（4月5日 - 5月6日、TOKYO DOME CITY HALL 他） - 孤爪研磨 役[25][26]
- 『錆色のアーマ -繋ぐ-』（6月6日 - 16日、天王洲銀河劇場 他） - 蛍火 役[27]

2020年
- 音楽劇『プラネタリウムのふたご』（6月27日 - 7月12日、日本青年館ホール 他） - Ｗ主演・テンペル 役 →  新型コロナウイルス感染拡大防止の為、延期
- ハイパープロジェクション演劇『ハイキュー!!』"ゴミ捨て場の決戦"（10月31日 - 12月13日、TOKYO DOME CITY HALL 他） - 孤爪研磨 役[28][29]

2021年
- 音楽劇『プラネタリウムのふたご』（2月6日 - 7日、東京芸術劇場プレイハウス 他） - Ｗ主演・テンペル 役
- ハイパープロジェクション演劇『ハイキュー!!』”頂の景色・２”（3月20日 - 21日、TOKYO DOME CITY HALL 他） - 孤爪研磨 役（映像出演）[30]
- Musical『HOPE』（10月1日 - 17日、下北沢本多劇場） - K 役（Wキャスト）[31]

2022年
- 朗読劇『リスナーたちの星空』（4月27日、紀伊國屋サザンシアターTAKASHIMAYA） - 須永祐紀（七転び七起き） 役
- COCOON PRODUCTION 2022『パラダイス』（9月25日 - 10月3日、森ノ宮ピロティホール 他） - 若林弘 役[32]

2023年
- ミュージカル『バンズ・ヴィジット 迷子の警察音楽隊』（en:The Band's Visit (musical)）（2月7日 - 23日、日生劇場 他） - パピ 役
- 『舞台・エヴァンゲリオン ビヨンド』（5月6日 - 28日、THEATER MILANO-Za 他）- 叶トウマ 役

2024年
- ポルターガイスト（6月14日 - 23日、東京芸術劇場シアターウエスト） - 主演・サーシャ 役 他[33][34]

2025年
- リーディング音楽劇「ジャングル大帝」ルネ&ルッキオ編（1月10日 - 31日、梅田芸術劇場 シアター・ドラマシティ 他）[35]
- W3 ワンダースリー（6月7日 - 7月6日、THEATER MILANO-Za 他） - プッコ 役[36][37]

### テレビドラマ
2017年
- 「スター☆コンチェルト〜オレとキミのアイドル道〜」（1月 - 3月、TOKYO MX） - 花宮みなみ 役[38]
- 「世にも奇妙な物語'17 秋の特別編」（10月14日、フジテレビ） - ストーリーテラー部分 スタッフ 役
- 「リフレイン」（12月18日、フジテレビ） - 白鳥 役

2018年
- LIFE! スペシャル「忍べ!右左エ門」（12月19日、NHK総合） - 岡っ引き 役

2019年
- 「初めて恋をした日に読む話」（1月15日 - 3月19日、TBSテレビ） - エンドー（遠藤淳弥） 役[39]
- 妄想エレベーター 第2弾ラグビー編 第2話「アーリータックル系男子」（9月18日、読売テレビ） - アーリータックル系男子 役
- 「モトカレマニア」（10月17日 - 12月19日、フジテレビ） - 食べログ会 サダちゃん 役

2020年
- 「ケイジとケンジ〜所轄と地検の24時〜」 第7話（2月27日、テレビ朝日） - 江島陸 役
- 100文字アイデアをドラマにした 第7話「サブスク彼氏」（3月2日、テレビ東京） - 主演・永田崇人 役[40]
- 「Camera Test #4」（5月13日、フジテレビ） - 白玉悟 役
- 「女子グルメバーガー部」 第4話（7月31日、テレビ東京） - 店員 役

2021年
- 「カラフラブル〜ジェンダーレス男子に愛されています。〜」（4月15日 - 6月3日、読売テレビ他） - ゆうたん 役[41]
- 「イチケイのカラス」第9話（5月31日、フジテレビ） - 西園寺勝則 役
- 「ボクの殺意が恋をした」（7月4日 - 9月12日、読売テレビ他） - 江村隼也 役[42]
- 「ペアキュン 〜コンビ結成秘話を勝手にドラマ化〜」ミキの勝手にドラマ（9月23日、読売テレビ他） - 亜生 役[43]

2022年
- 「部長と社畜の恋はもどかしい」（1月6日 - 3月24日、テレビ東京他） - 草野優一 役[44]
- WOWOWオリジナルドラマ「薄桜鬼」（1月17日、WOWOWプライム） - 山崎烝 役[45]
- 「ユーチューバーに娘はやらん!」（1月17日 - 3月28日、テレビ東京） - 二階堂哉太 役[46]
- 月曜プレミア8「今野敏サスペンス 暁鐘 警視庁強行犯係・樋口顕」（4月4日、テレビ東京） - 高野元 役
- 「シェアするラ! インスタントラーメンアレンジ部はじめました。」（4月7日 - 6月23日 、BS-TBS） - 山口翔 役
- 「妖怪シェアハウス-帰ってきたん怪-」 第7話（5月21日、テレビ朝日）- 西村傑 役
- 「家電侍」第12話 最終話（6月18日、BS松竹東急） - 高橋 役
- 「階段下のゴッホ」第1話（9月21日、TBSテレビ） - 小鉢知也 役

2023年
- 「あなたは私におとされたい」第2話（1月12日、毎日放送） - 早川流星 役
- 「なにわの晩さん! 美味しい美味しい走り飯」 第2話（4月9日、朝日放送テレビ） - 杉田柊馬 役[47]
- 「私と夫と夫の彼氏」（6月1日 - 8月3日、テレビ東京） - 滝川大地 役[48]
- 「ブラックポストマン」 第1話（8月18日、テレビ東京） - 妹尾弘一 役[49]

2024年
- 「推しを召し上がれ〜広報ガールのまろやかな日々〜」（1月11日 - 、テレビ東京） - 朋太子迦寿 役[50]
- 「君とゆきて咲く〜新選組青春録〜」（4月25日 - 9月12日、テレビ朝日） - 山南敬助 役[51]
- 「無能の鷹」（10月11日 - 11月29日、テレビ朝日） - 烏森皇子 役[52]

### テレビアニメ
- 「錆色のアーマ -黎明-」（2022年1月9日、 TOKYO MX1他） - 蛍火 役[53]

### 映画
- 仮面女子映画シリーズ第2弾 雨ふって、大地うるおう（2016年） - 木村涼介 役
- アヤメくんののんびり肉食日誌（2017年10月7日公開） - 里中先輩 役[54]
- 徒桜（2021年10月29日公開） - 藤崎浩太 役[55]
- 向田理髪店（2022年10月7日公開） - 大黒修平 役[56]

### テレビ番組
- スター☆コンチェルト「スタ☆コンクッキング」（2017年4月 - 6月、TOKYO MX 他）
- スター☆コンチェルト「1st ONE-MAN LIVE TOUR「MOVE ON!!」開催直前・緊急SP」（2017年7月、TOKYO MX 他）
- 「永田崇人・近藤頌利 おでかけ! in 軽井沢」（2019年1月14日、CSホームドラマチャンネル）
- 「永田崇人・近藤頌利 おでかけ! in 宮古島」（2019年10月28日、CSホームドラマチャンネル）
- 「ウマラテ」（2019年11月7日 - 11月28日、フジテレビ） - 11月メインパーソナリティ
- 「aスポーツって何？」（2020年4月14日 - 5月19日、サンテレビ）
- 「tkmkキッチン」#5 永田崇人（2021年2月15日、WOWOWプライム）

### CM
- 2ndSTREET 「セカストする。」（2020年9月 - 、株式会社ゲオ）

### ゲーム
- Android/iOS向けアプリ 恋愛リズムADV「アイ★チュウ」- 声：多加良鬼丸 役
- Nintendo Switch版 恋愛リズムADV「アイ★チュウ」- 声：多加良鬼丸 役

### MV
- Little Glee Monster「放課後ハイファイブ」（2014年）
- 木山裕策 「旅立ち 〜home2016〜」（2016年、ウェブMV）
- 中谷優心「キャンディーキッス」（2016年）

### 配信
- 360channel 「恋する♥宅飲みキッチン 永田崇人 ～前編～ エリンギの肉巻き」（2017年9月22日配信）
- 360channel 「恋する♥宅飲みキッチン 永田崇人 ～後編～ ペペロンチーノ」（2017年9月29日配信）
- Amazon Primevideo「あつまれ！アマゾンキッズ しまじろうとあそぼう！」（2018年6月15日より配信中、全12話） - キャップ 役
- YouTube 8.8channel「Camera Test」#11 #15 #17（2020年3月31日より配信中） - 白玉悟 役、横田真男 役
- YouTube 劇団らふミュージカル「7月7日の7度目の正直」（2020年6月29日より配信中、全8話） - 彦星 役
- YouTubeドラマ 僕等の物語「サイレントベル」（2020年10月2日より配信中、全4話） - 坂本翼 役
- Paravi オリジナル「部長と社畜の結婚はもどかしい」（2022年3月23日より配信中、全2話） - 草野優一 役[57]
- AbemaTV「あざとくて何が悪いの？」ABEMA6周年特別ドラマ（2022年5月29日より配信中、全6話）
- Disney+ STARドラマ「ガン二バル」（2022年12月28日より独占配信中） - 西村邦寿役
- FOD/BUMP「30歳目前、人生設計狂いました」（2024年8月2日よりBUMPにて全30話、FODより長尺版配信） - 江原遼 役[58]
- 最期の、ありがとう。（2025年秋より配信予定） - 主演・冨安徳久 役[59]

## 作品

### CD
シングル
- スター☆コンチェルト 1st「So Distance」（2017年3月8日）[60]
- スター☆コンチェルト 2nd「Make a move on」 通常盤、みなみ・奏盤（2017年5月17日）
- スター☆コンチェルト 3rd「Yes/No」 通常盤、A盤、B盤、C盤（2017年7月26日）
- アイ★チュウ キャラクターソング「Nice to Meet You! ～We are MG9～」 通常盤、初回限定盤 - 多加良鬼丸 役（2018年8月22日）
- 錆色のアーマ-黎明- キャラクターソング「Never ending soul」通常盤、初回限定盤 - 蛍火 役（2022年3月9日）

アルバム
- C.I.A.「超ALBUM」通常盤（Cver.、Iver.、Aver.）、初回限定盤（2021年10月27日）[61]
- 錆色のアーマ-黎明- キャラクターソングアルバム「ALBADA」通常盤、初回限定盤 - 蛍火 役（2022年4月6日）
- nagatani「はんめ。」（2022年10月31日）

### 配信限定
C.I.A.
- 「お揃いの1日」（2018年12月24日）[62]
- 「ドドドどんまい!」（2019年8月26日）[63]
- 「夏夜恋」（2021年8月16日）

nagatani
- 「寝不足」（2020年2月28日）[64]
- 「やきもちbusy」（2021年12月24日）
- 「snow sugar」（2021年12月24日）

個人名義
- 「愛を確かめるキスをしようぜ…」（2020年4月25日）
- 「青色オレンジ」（2021年12月24日）
- 「ドラマみたいに」（2021年12月24日）

### DVD / Blu-ray
- 1st DVD「永田崇人 in San Diego」（2019年11月）
- 2nd DVD「永田崇人 in Los Angels」 （2020年2月）
- C.I.A. presents「超 SUPER LIVE 2021」Blu-ray（2022年8月11日）[65]

## 書籍

### カレンダー
- オフィシャルカレンダー「ナガタカレンダー2018」（2017年10月17日、株式会社キューブ）

### 写真集
- ファースト写真集「背のび」（2018年8月27日、株式会社ワニブックス）
- 電子版写真集「BoyAge-ボヤージュ- Extra 永田崇人」（2019年12月06日、株式会社KADOKAWA）
- 電子版写真集「BoyAge-ボヤージュ- Extra 永田崇人2」（2020年07月17日、株式会社KADOKAWA）
- セカンド写真集「Moulting」（2021年7月15日、株式会社KADOKAWA）

### 単行本
- 男性俳優インタビュー集「役者たちの現在地」（2019年01月30日、株式会社KADOKAWA）
- 公式ムック本「BoyAge presents C.I.A.」（2022年01月31日、株式会社KADOKAWA）